# Erstein
Erstein ist eine französische Gemeinde mit 10.887 Einwohnern (Stand 1. Januar 2021) im Département Bas-Rhin in der Region Grand Est (bis 2015 Elsass). Die Gemeinde liegt im Arrondissement Sélestat-Erstein.

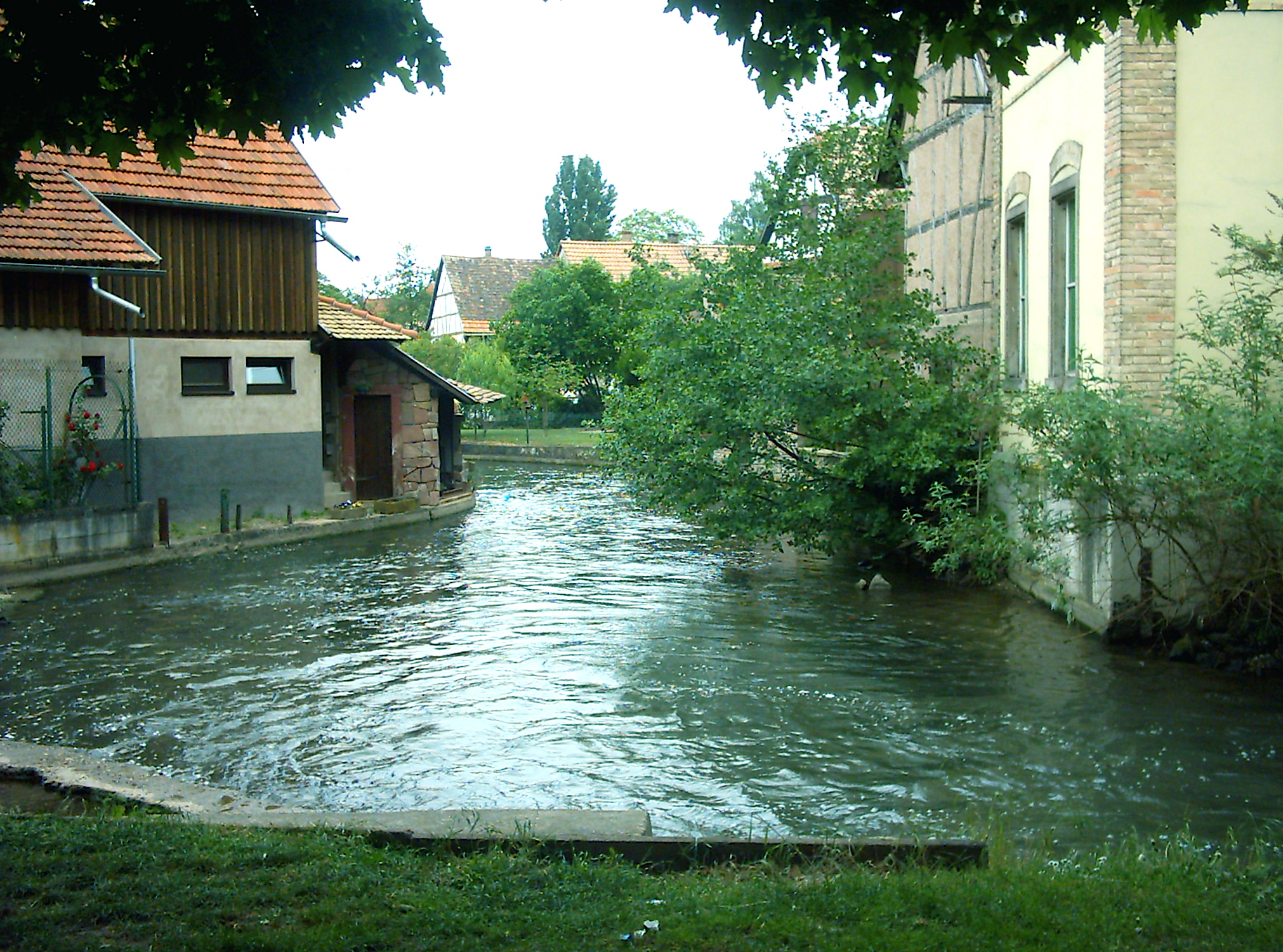
An der Ill

## Geographie
Erstein liegt etwa 20 Kilometer südlich von Straßburg und 5 km westlich der deutschen Grenze in der Oberrheinebene an der Ill, nahe beim Rhein-Rhône-Kanal im Zentrum der fruchtbaren Ebene von Erstein, auf 150 m ü. NHN.

## Verkehr
Am Westrand der Stadt liegt der Bahnhof der Bahnstrecke Strasbourg–Colmar. Parallel zur Bahnstrecke verläuft die in diesem Abschnitt vierspurig ausgebaute ehemalige Nationalstraße N83 (D1083) Lyon–Straßburg. Die D 426 führt ins 12 km westlich gelegene Obernai, nach Osten gibt es über den Rhein eine Verbindung ins deutsche Schwanau und nach Lahr. Seit 1. September 2020 gibt es mit der Buslinie 280 montags bis freitags sechsmal täglich eine Verbindung zwischen dem Bahnhof von Erstein und dem Bahnhof des badischen Lahr.

## Geschichte
- Erstmals erwähnt wurde Erstein als Villa Herinstein im Jahre 817. Eine ältere Form des Ortsnamens ist  Erstheim.[2]
- Irmingard (Ermengard), Tochter des Grafen Hugo von Tours und seit 821 Gemahlin Kaiser Lothars I., stiftete hier das Benediktiner-Nonnenkloster Erstein,[2] für das ihr Lothar 849 weitere Güter in der Gegend übertrug und in dem die Kaiserin später ihre letzte Ruhe fand.[3]
- Nachdem König Otto I. in zweiter Ehe Adelheid, die schöne Witwe des italienischen Königs Lothar II., geheiratet hatte, schenkte er während eines Besuchs 953 im Elsass das Kloster Erstein seiner Schwiegermutter Bertha, der Königin des transjuranischen Burgunds (Hochburgund).[4]
- Das Kloster wurde 1422 aufgehoben, seine Güter gingen an das Bistum Straßburg. 1818 waren die letzten Gebäude des Klosters verschwunden.
- 1191 erhielt die Siedlung das Stadtrecht, das auch mit dem Recht der Stadtbefestigung und einer eigenen Kommunalverwaltung verbunden war. Neben dem Kloster hatte es hier auch einen Königshof gegeben.[2]
- 1333 wurden die Befestigungsanlagen von den Straßburgern zerstört.[5]
- 1472 kam die Stadt zu Straßburg und blieb unter dieser Herrschaft bis 1790. Die Befestigungen wurden geschleift, der Ort wurde zu einem bedeutungslosen Landstädtchen.
- Unter dem Dreißigjährigen Krieg hatte der Ort besonders zu leiden, die Bevölkerungszahl halbierte sich. Erstein kam im Westfälischen Frieden zu Frankreich.
- Im Zuge der Französischen Revolution wurde Erstein 1790 Kantonshauptort. Erstmals kam es zur Wahl eines Bürgermeisters (Maire).
- Im Sommer 1797 (am 3. Thermidor des V. Revolutionsjahrs) explodierten hier zwölf auf der Straße stehende, mit Pulverfässern beladene Pferdewagen, wodurch 45 Gebäude zerstört und 30 weitere stark beschädigt wurden.[6]
- In der zweiten Hälfte des 18. Jahrhunderts setzte eine wirtschaftliche Konsolidierung ein: Die Bevölkerungszahl verdoppelte sich zwischen 1751 und 1846 von 1640 auf mehr als 3500 Einwohner. Die örtliche Landwirtschaft nahm einen Aufschwung, aber auch andere Wirtschaftszweige wie das Gewerbe der Gerber.
- Das 19. Jahrhundert war geprägt vom Bau einer Eisenbahnlinie und der Rheinregulierung unter Tulla. Industrien siedelten sich an, etwa eine Weberei (bis 2001) und eine Zuckerfabrik. Im Jahr 1846 hatte Erstein 3676 Einwohner.[7]
- Während des Deutsch-Französischen Kriegs marschierten preußische Truppen ein und durch den Frieden von Frankfurt kam es 1871 wieder zu Deutschland.
- Um 1900 hatte Erstein eine evangelische und eine katholische Kirche, eine Synagoge und ein Amtsgericht.[8]
- Nach dem Ende des Ersten Weltkriegs kam die  Stadt durch die Bestimmungen des Versailler Vertrags  wieder an Frankreich.
- Nach der französischen Kriegserklärung an Deutschland rückten im  Zweiten Weltkrieg die Deutschen 1939 ein. Die verbliebenen Juden wurden 1940 nach Südfrankreich deportiert. 1941 wurde die Alte Synagoge von den Nationalsozialisten abgerissen.[9] Am 28. November 1944 wurde Erstein von den Alliierten befreit.

### Demographie
| Jahr | Einwohner | Anmerkungen |
| ---- | --------- | --- |
| 1821 | 3440      | katholische Einwohner                                                                                              |
| 1846 | 3676      | [ 7 ] |
| 1872 | 3703      | am 1. Dezember, Marktflecken mit 685 Häusern; nach anderen Angaben 3890 Einwohner                                  |
| 1880 | 4127      | am 1. Dezember, auf einer Fläche von 3753 ha, in 689 Häusern, davon 3651 Katholiken, 367 Evangelische und 91 Juden |
| 1890 | 4807      | [ 7 ] |
| 1900 | 5593      | meist katholische Einwohner                                                                                        |
| 1905 | 5837      | [ 7 ] |
| 1910 | 6061      | [ 12 ] [ 13 ] [ 7 ]                                                                                                |

| Jahr      | 1962  | 1968  | 1975  | 1982  | 1990  | 1999  | 2007  | 2013   |
| --------- | ----- | ----- | ----- | ----- | ----- | ----- | ----- | ------ |
| Einwohner | 6.165 | 6.288 | 7.434 | 8.095 | 8.600 | 9.664 | 9.971 | 10.916 |

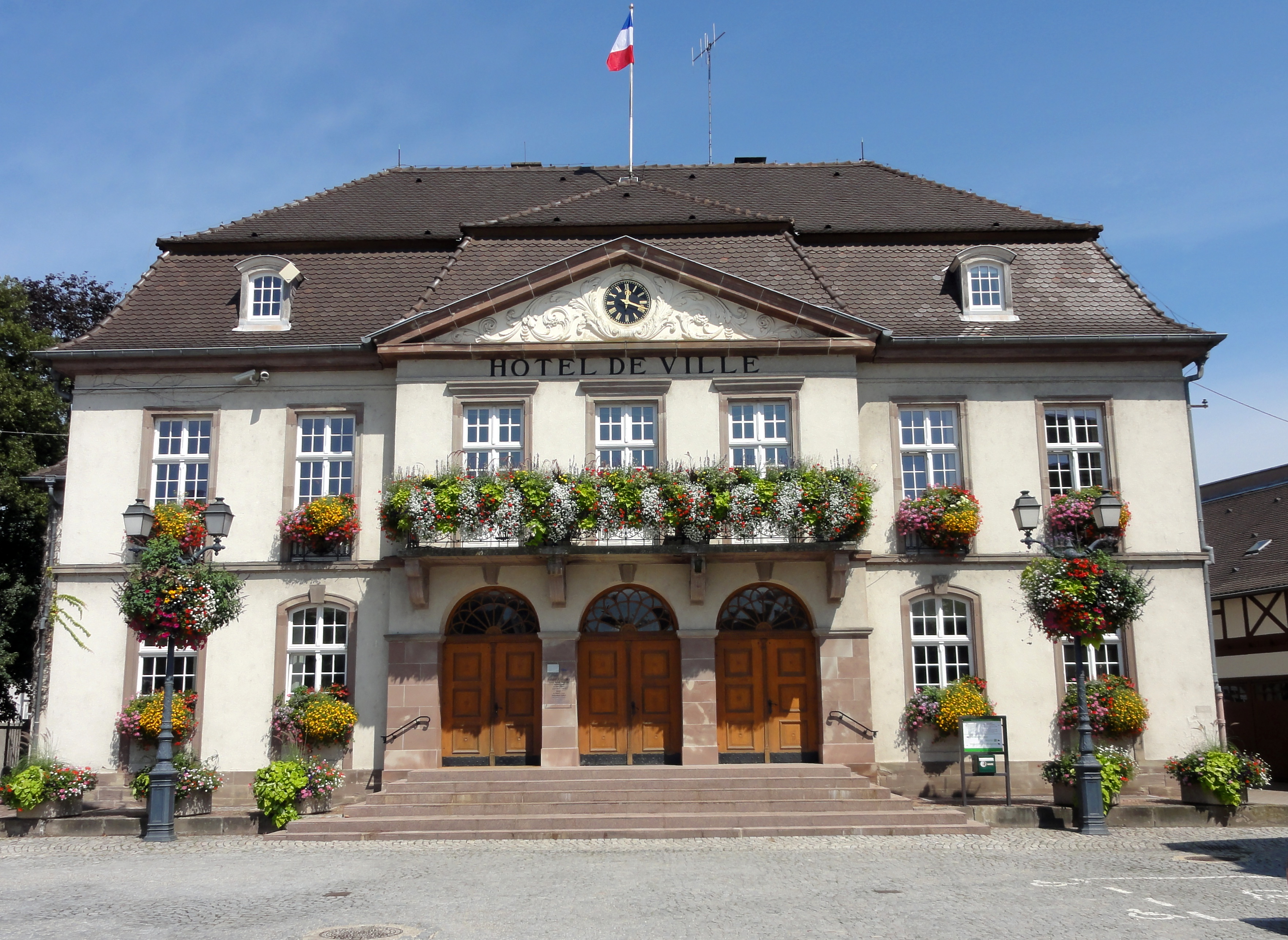
Rathaus (Hôtel de Ville) von Erstein

Das Bevölkerungswachstum Ersteins ist seit Anfang der 1960er Jahre im Vergleich zur gesamteuropäischen Entwicklung leicht überdurchschnittlich. Zu Beginn des 21. Jahrhunderts  ging die Bevölkerungszunahme des Orts leicht zurück.

## Wappen
Wappenbeschreibung: In Rot und Blau gespalten. Vorn ein beidseitig mit Lilien besäumter silberner schrägrechter Balken; hinten eine goldene Kirche mit zwei Rundkuppeln gezierte Türme, die hinter dem Giebel hervorragen. Der rechte Turm trägt ein Kreuz (Lateinisches Kreuz) auf der Kuppel. Die Giebelseite mit goldenem Fenster hat ein Kreuz auf der Spitze und zwei gemauerte und geschlossene Toreingänge.
Hinweis: Der in Rot schräg verlaufende Balken in Silber deutet auf die Zugehörigkeit zu Straßburg und hinten in Blau die Kirche in Gold als Hinweis auf das ehemalige Benediktinerkloster hin.

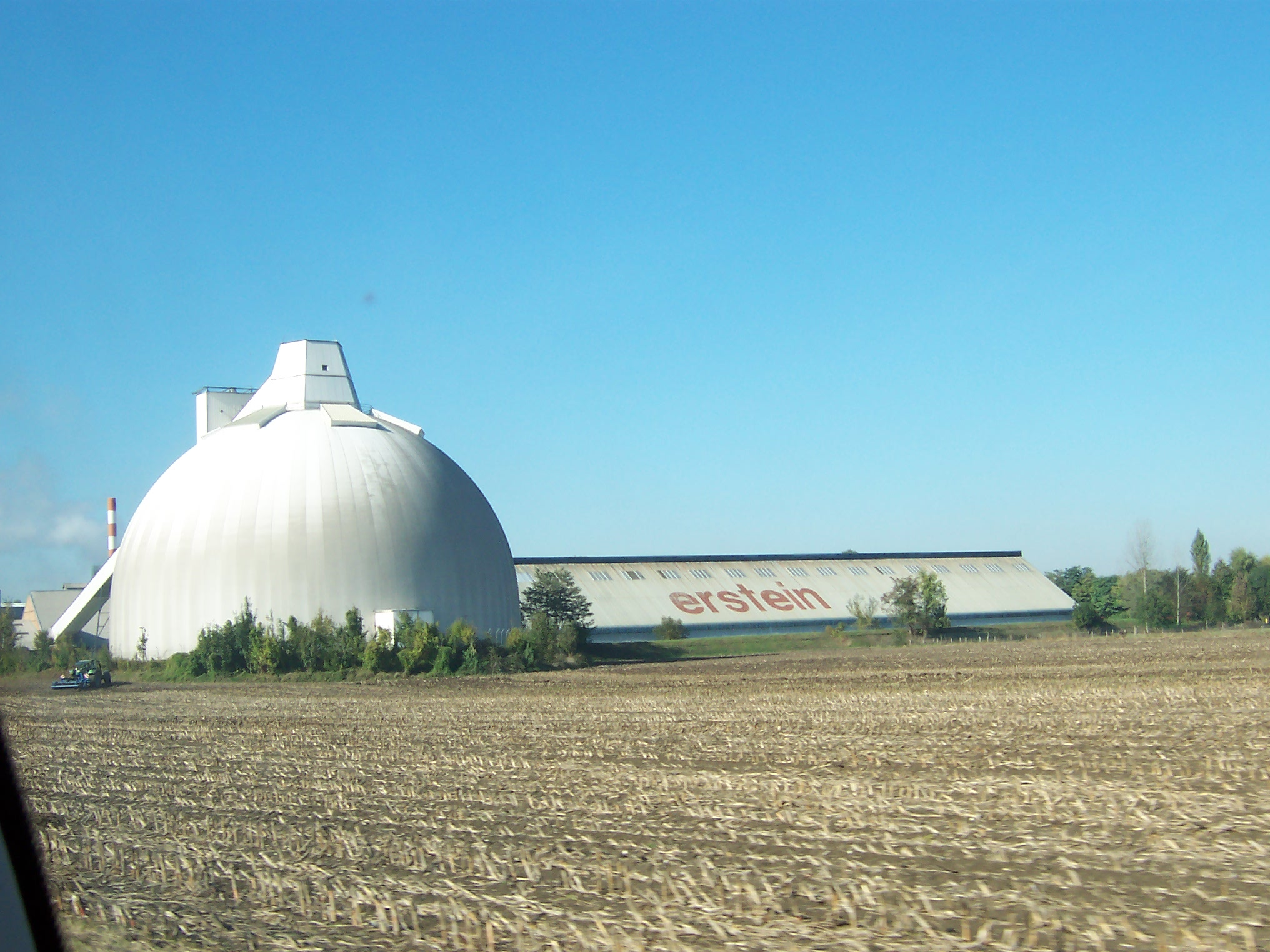
Die Zuckerfabrik Erstein

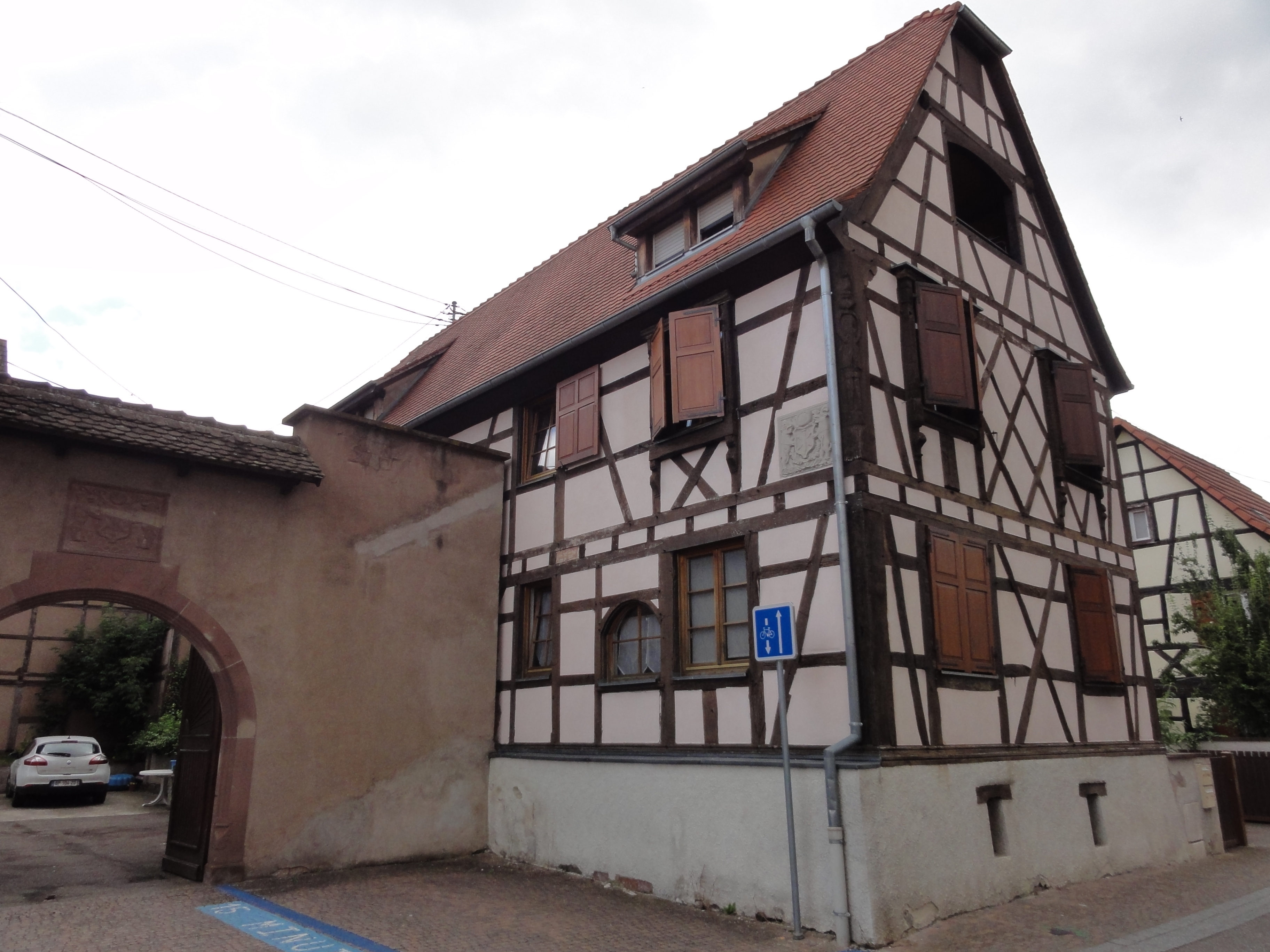
Gerberhaus in Erstein

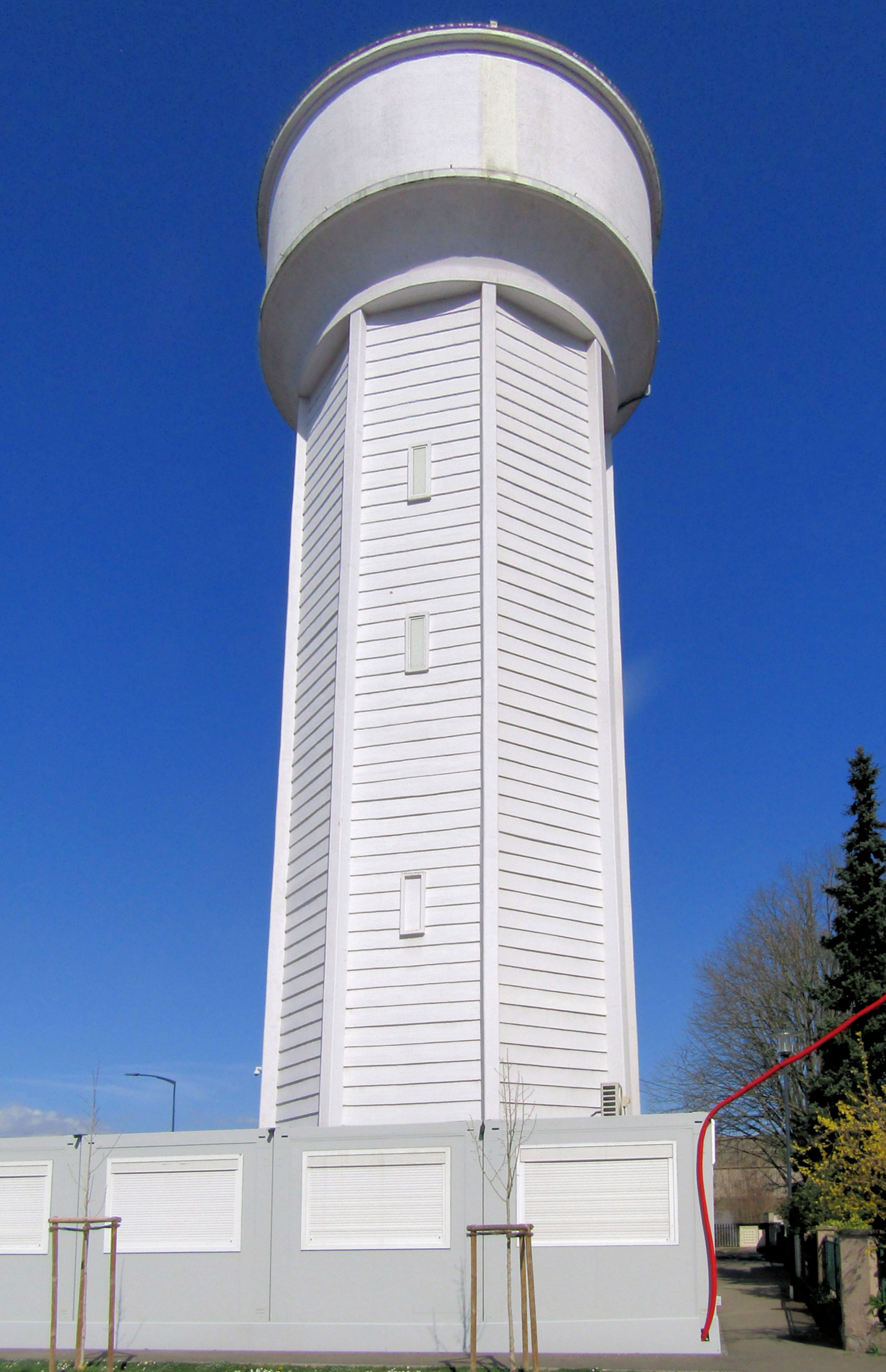
Wasserturm

## Wirtschaft
Als Wirtschaftsstandort ist Erstein durch seine Zuckerfabrik bekannt.

## Sehenswürdigkeiten
- Das ehemalige Gerberhaus mit seinem reichen Fachwerk wurde im 18. Jahrhundert errichtet. Es ist als Monument historique klassifiziert.
- Am 27. Januar 2008 wurde im Industriegebiet neben dem Unternehmenssitz von Würth France das Musée Würth France Erstein eröffnet. Das Museum umfasst etwa 3000 m² und zeigt auf zwei Etagen im Wechsel eine Auswahl bildnerischer und plastischer Arbeiten aus der Sammlung Würth. Eröffnet wurde das Museum mit Werken von Emil Nolde, Max Ernst, René Magritte, Georg Baselitz und Jörg Immendorff aus der Sammlung.
- Erstein ist seit 2014 einer der Ausstellungsorte der Experimentelle.

## Städtepartnerschaften
- Seit 1970 pflegt Erstein eine Partnerschaft mit der baden-württembergischen Stadt Endingen am Kaiserstuhl, die nur etwa 30 km südlich auf der anderen Seite des Rheins liegt. Seit 2004 ist die Gemeinde auch mit São João de Loure in Portugal verschwistert.

sonstige
- Erstein unterhält eine Patenschaft zu dem im „Quartier Leclerc“ stationierten deutschen Jägerbataillon 291 in Illkirch-Graffenstaden.

## Persönlichkeiten
- François-Joseph d’Offenstein (1760–1837), französischer General
- Jérôme Nicklès (1820–1869), französischer Chemiker
- Alphonse Gilliot (1849–1927), Landtagsabgeordneter
- Alfred Boehm-Tettelbach (1878–1962), deutscher General
- Julius von Lautz (1903–1980), ehemaliger saarländische Innenminister und Präsident des saarländischen Landtags
- Otto Wilhelm von Vacano (1910–1997), deutscher Archäologe
- Laure Diebold (1915–1965), französische Widerstandskämpferin der Résistance
- Jean-Marie Zemb (1928–2007), französischer Philosoph und Germanist
- Mauritius Choriol (1959–2025), französischer Benediktinermönch und Abt der Benediktinerabtei St. Mauritius (Tholey), Saarland